# ستوکمارکنس
ستوکمارکنس (به لاتین: Stokmarknes) یک منطقهٔ مسکونی در نروژ است که در Hadsel واقع شده‌است. ستوکمارکنس ۲٫۴۷ کیلومتر مربع مساحت و ۳٬۳۶۷ نفر جمعیت دارد و ۱۸ متر بالاتر از سطح دریا واقع شده‌است.